# Orlando de la Torre
Pour les articles homonymes, voir La Torre.
Orlando Luis de la Torre Castro, né le 21 novembre 1943 à Trujillo au Pérou et mort le 24 août 2022, est un footballeur international péruvien qui évoluait au poste de défenseur.

## Biographie

### Carrière en club
Surnommé Chito La Torre, ce défenseur aguerri doté d'un grand tempérament joue de 1960 à 1974 au sein du Sporting Cristal où il remporte quatre championnats du Pérou en 1961, 1968, 1970 et 1972. Il est du reste considéré comme une idole dudit club.
En 1974, il s'expatrie en Équateur afin de jouer pour le Barcelona SC. Revenu au Pérou, il s'enrôle avec le Sport Boys entre 1975 et 1976. Il met fin à sa carrière en 1977 en jouant successivement à l'Atlético Chalaco puis au Juan Aurich, son dernier club.

### Carrière en sélection
International péruvien, Orlando de la Torre joue 39 matchs, sans inscrire de but, entre 1967 et 1973.
Il participe avec la sélection péruvienne à la Coupe du monde de 1970. Lors du mondial organisé au Mexique, il joue trois matchs : contre la Bulgarie, le Maroc et la RFA.

## Palmarès(joueur)
Sporting Cristal
- Championnat du Pérou (4) :
  - Champion : 1961, 1968, 1970 et 1972.
  - Vice-champion : 1962, 1963, 1967 et 1973.